# HMLA-169
169ème Escadron d'hélicoptères légers d'attaque (USMC)
Le Marine Light Attack Helicopter Squadron 169 (ou HMLA-169) est un escadron d'hélicoptère d'attaque du Corps des Marines des États-Unis composé d'hélicoptères d'attaque Bell AH-1Z Viper (en) et d'hélicoptères utilitaires Bell UH-1Y Venom. L'escadron, connu sous le nom de "Vipers" est basé à la Marine Corps Air Station Camp Pendleton, en Californie. Il est sous le commandement du Marine Aircraft Group 39 (MAG-39) et de la 3rd Marine Aircraft Wing (3rd MAW).

## Mission
Soutenir le commandement de la Force tactique terrestre et aérienne des Marines en fournissant un soutien aérien offensif, un soutien utilitaire, une escorte armée et une coordination des armes de soutien aéroportées, de jour comme de nuit dans toutes les conditions météorologiques lors d'opérations expéditionnaires, interarmées ou combinées

## Historique

### Origine
Le HMLA-169 169 a été activé en tant que Marine Attack Helicopter Squadron 169 (HMA-169) au Marine Corps Base Camp Pendleton, le 30 septembre 1971. Contrairement à ses escadrons frères, HMA-269 et HMA-369, il était initialement équipé du AH-1G Cobra. En 1974-1975, l'escadron est passé au AH-1J Sea Cobra, plus performant. Dans les années 1980 l'escadron a été renforcé avec le UH-1N Huey. Cela a fait du HMLA-169 le premier escadron opérationnel du Corps des Marines à déployer le nouveau Super Cobra à la fois au pays et à l'étranger lors du déploiement.

### Service
Le VMLA-169 a été actif dans :  

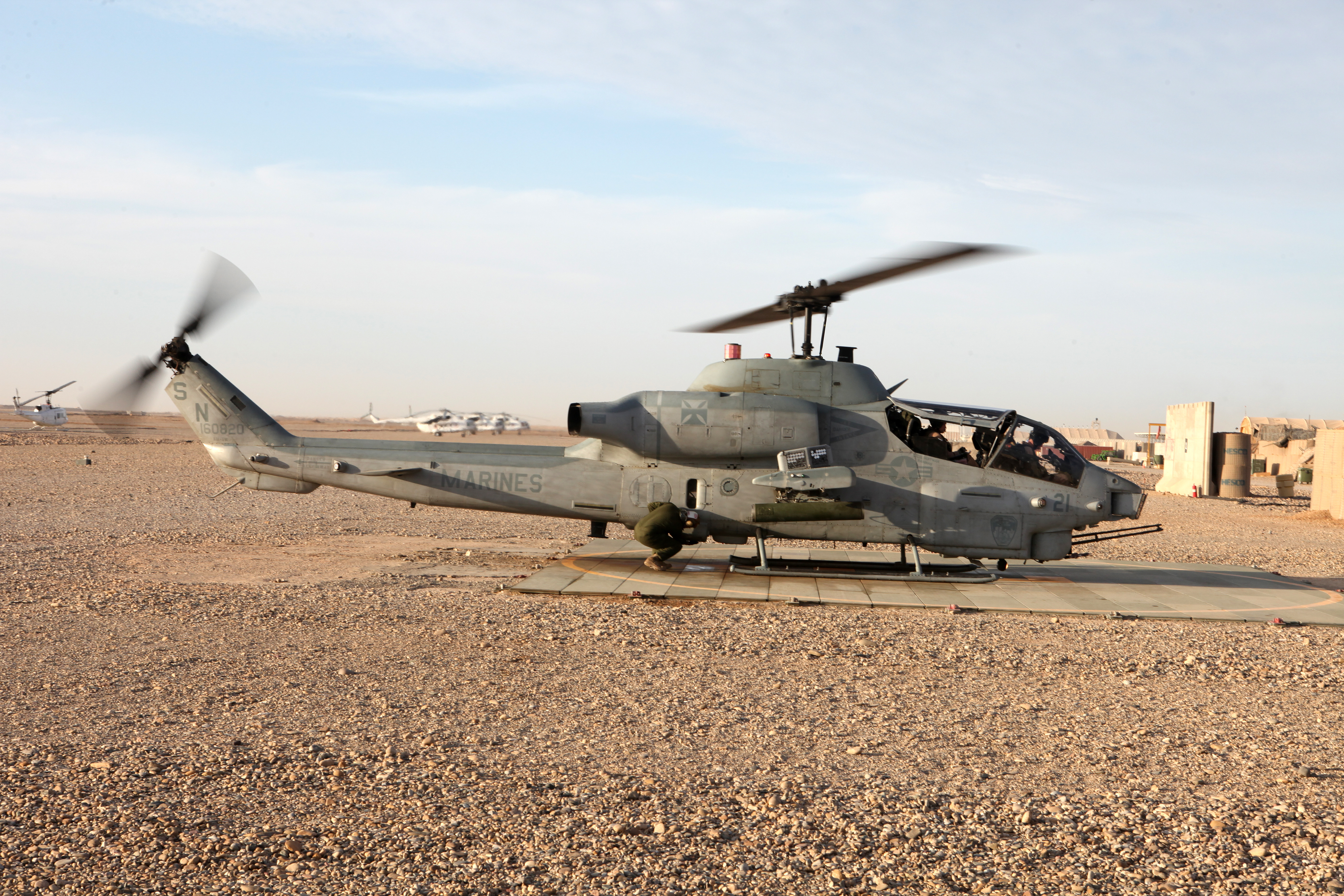
SuperCobra du HMLA-169

- 1990 - Opération Bouclier du désert (Guerre du Golfe)
- 1991 - Opération Tempête du désert (Guerre du Golfe)
- 1991 - Opération Sea Angel
- 1992 - Opération Restore Hope (Somalie)
- 2003 - Opération Iraqi Freedom
- 2004 - Bataille de Nadjaf (Irak)
- 2004 - Deuxième bataille de Falloujah
- 2013-15 - Opération Enduring Freedom (Guerre d'Afghanistan)